# Leticia Boscacci
Leticia Boscacci (Colonia Caroya, 8 novembre 1985) è una pallavolista argentina.
Gioca nel ruolo di opposto nella Dinamo Bucarest.

## Carriera
La carriera di Leticia Boscacci inizia nella stagione 2004-05, quando debutta nella Liga argentina con la maglia dell'Olímpico de Freyre; nel 2005 fa inoltre il suo debutto nella nazionale argentina, vincendo la medaglia di bronzo alla campionato sudamericano. Nella stagione seguente approda al Banco Nación, raggiungendo le finali scudetto.
Nel campionato 2006-07 approda in Spagna, dove partecipa al campionato di seconda divisione con l'Ícaro Alaró, centrando la promozione in massima serie, dove tuttavia resta anche nel campionato seguente, vestendo la maglia del Granada.
In seguito debutta nel massimo campionato spagnolo, giocando con l'Haro nella stagione 2008-09 e col Cuesta Piedra nella stagione 2010-11; in mezzo a queste due esperienze, gioca nella Ligue A francese con la Stella Étoile Sportive Calais nel campionato 2009-10. Durante questo periodo colleziona diverse medaglie con la sua nazionale, aggiudicandosi nel 2008 il bronzo alla Coppa panamericana ed alla Final Four Cup, per poi vincere un anno più tardi l'argento al campionato sudamericano, bissata nel 2011.
Nella stagione 2011-12 viene ingaggiata dal Volley Soverato, club impegnato nella Serie A2 italiana dove milita per tre annate; con la nazionale vince il bronzo alla Coppa panamericana 2013, ripetendosi anche nel 2015. Nella stagione 2014-15 gioca in Grecia con l'Olympiakos, che lascia nel febbraio 2015, concludendo l'annata nella Lega Nazionale A svizzera col Kanti di Sciaffusa.
Nel campionato 2015-16 firma con l'Alba-Blaj, club della Divizia A1 rumena, con cui vince lo scudetto, mentre nel campionato seguente difende i colori della Dinamo Bucarest.

## Palmarès

### Club
- Campionato rumeno: 1

2015-16

### Nazionale (competizioni minori)
- Coppa panamericana 2008
- Final Four Cup 2008
- Coppa panamericana 2013
- Coppa panamericana 2015